# Kriseninterventionsberater
Der Kriseninterventionsberater ist eine Ausbildung, die  befähigen soll, präklinische Krisenintervention nach traumatisierenden Ereignissen, bzw. eine psychosoziale Notfallversorgung (PSNV) durchzuführen.
Insbesondere ist diese Ausbildung Voraussetzung für die eigenständige Mitarbeit im Kriseninterventionsdienst (KID).
Die Ausbildung wird von verschiedenen Hilfsorganisationen (Malteser Hilfsdienst, Johanniter-Unfall-Hilfe, ASB, DRK) sowie privaten Rettungsdienstschulen angeboten, wobei sich die Begrifflichkeiten jeweils unterscheiden können.
Die Ausbildung wird regional unterschiedlich geregelt. In Bayern wurde die Kriseninterventions-Ausbildung 2004 vereinheitlicht. Grundlage ist eine Arbeit von Andreas Müller-Cyran und Peter Zehentner, die  im Mai 2000 veröffentlicht wurde.
Beim BRK umfasst die Ausbildung 80 Unterrichtseinheiten. Für die Erlangung des Zertifikats ist des Weiteren der Nachweis von 30 Einsatzstunden im Kriseninterventionsdienst als Praktikant notwendig.